# Eriphioides phaeoptera
Eriphioides phaeoptera är en fjärilsart som beskrevs av Paul Dognin 1912. Eriphioides phaeoptera ingår i släktet Eriphioides och familjen björnspinnare. Inga underarter finns listade i Catalogue of Life.